# 애플 A17
애플 A17 프로(Apple A17 Pro)는 애플이 설계하고 TSMC가 제조한 64비트 ARM 기반 단일 칩 시스템(SoC)이다. 아이폰 15 프로 및 아이폰 15 프로 맥스 모델에 사용된다. 아이폰에 사용된 최초의 3nm 칩이다.

## 디자인
애플 A17 프로는 3.78GHz에서 실행되는 고성능 코어 2개와 2.11GHz에서 실행되는 에너지 효율적인 코어 4개를 갖춘 애플이 설계한 64비트 6코어 CPU를 탑재하고 있다. 애플은 새로운 고성능 코어가 향상된 분기 예측과 더 넓은 디코드 및 실행 엔진으로 인해 10% 더 빠르다고 주장한다. 그리고 새로운 에너지 효율적인 코어는 경쟁 제품보다 더 빠르고 3배 더 효율적이다.
A17 Pro는 애플이 설계한 새로운 6코어 GPU를 통합한다. 애플은 이 GPU가 20% 더 빠르며 하드웨어 가속 광선 추적 및 메시 셰이딩 지원을 추가했으며 애플 GPU 역사상 가장 큰 재설계라고 주장한다. 16코어 뉴럴 엔진은 이제 초당 35조 회의 작업을 수행할 수 있다. A17 프로에는 AV1 디코딩 및 USB 3.2 Gen 2 (최대 10Gbps / 1.25GBps)에 대한 지원도 추가되었다. A17 Pro에는 A16의 트랜지스터 수인 160억 개 보다 19% 증가한 190 억 개의 트랜지스터가 포함되어 있으며 TSMC가 3 nm N3B 공정으로 제조한다.

## 애플 A17 프로를 채용한 제품
- 아이폰 15 프로 및 15 프로 맥스
- 아이패드 미니 (7세대)

## 같이 보기
- 애플 실리콘